# Population Connection
Population Connection, anciennement connue sous le nom Zero Population Growth (« Croissance démographique zéro »), est une association américaine à but non lucratif qui prône la stabilisation de la population. Fondée en 1968, elle a pris son nom actuel en 2002.
Paul Ehrlich, auteur de La Bombe P, est l'un des fondateurs de l'association Zero Population Growth, avec Richard Bowers et Charles Lee Remington.